# Vlag van Langedijk

Vlag van Langedijk
(1980-2022)

De vlag van Langedijk werd op 8 maart 1980 door de gemeenteraad van de Nederlandse gemeente Langedijk vastgesteld. Deze is ontworpen met het gemeentewapen als basis. Zowel de vlag als het wapen tellen twaalf kepers. Op de vlag wijzen de punten naar de vluchtzijde van de vlag en op het wapen wijzen de punten naar boven. Na de gemeentelijke herindeling van 1990 waarbij Sint Pancras werd geannexeerd heeft de gemeente vlag en wapen van de oude gemeente Langedijk overgenomen.
De beschrijving van de vlag gaat als volgt:
Bestaand uit een geel vlak ter grootte van 1/3 van de oppervlakte met daarop een zwarte leeuw ter hoogte van 4/5 van de hoogte van de vlag. De rest van de vlag bestaat uit 12 kepers van geel en rood: de toppen gericht naar de vluchtzijde.
Op 1 januari 2022 is de gemeente Sint Anthonis opgegaan in de gemeente Dijk en Waard, waarmee de vlag als gemeentevlag kwam te vervallen. 

## Verwante afbeelding

Wapen van Langedijk

Akersloot
· Andijk
· Anna Paulowna 
· Assendelft 
· Beemster 
· Bennebroek 
· Blokker 
· Broek in Waterland 
· Bussum 
· Callantsoog 
· Edam 
· Egmond 
· Egmond aan Zee 
· Egmond-Binnen 
· Graft-De Rijp 
· 's-Graveland 
· Haarlemmerliede en Spaarnwoude 
· Harenkarspel 
· Heerhugowaard 
· Hensbroek 
· Hoogwoud 
· Ilpendam 
· Jisp 
· Krommenie 
· Langedijk 
· Limmen 
· Marken 
· Midwoud 
· Monnickendam 
· Muiden 
· Naarden 
· Nederhorst den Berg 
· Nibbixwoud 
· Niedorp 
· Noorder-Koggenland 
· Obdam 
· Opperdoes 
· Schermer 
· Schermerhorn 
· Schoorl 
· Sint Maarten 
· Terschelling 
· Terschelling en Vlieland 
· Twisk 
· Venhuizen 
· Vlieland 
· Warmenhuizen
· Weesp
· Wervershoof 
· Wester-Koggenland 
· Westwoud 
· Westzaan 
· Wieringen 
· Wieringermeer 
· Wijdewormer 
· Wognum 
· Wormer 
· Wormerveer 
· Zaandam 
· Zaandijk 
· Zeevang 
· Zijpe